# Hoquei Gel Club Viella - Vall d'Aran
L'Hoquei Gel Club Viella - Vall d'Aran, en aranès Hockey Geu Club Vielha - Val d'Aran, és un club aranès d'hoquei sobre gel de Vielha.

## Història
El club va ser fundat l'any 2005, incorporant-se a la Lliga espanyola d'hoquei sobre gel masculina la temporada 2005-06. Les seves millors actuacions han estat dos cinquens llocs, els anys 2006 i 2007, i una semifinal, dedicat a les categories inferiors. Juga els seus partits al Palau de Gel de Viella, amb capacitat per a 630 espectadors. Els colors de l'equip són el grana, el gris i el blanc.